# Republikansko pyrwenstwo w piłce nożnej (1945)
Republikansko pyrwenstwo w piłce nożnej (1945) było 21. edycją najwyższej piłkarskiej klasy rozgrywkowej w Bułgarii. W rozgrywkach brały udział 24 zespoły. Mistrzem Bułgarii został zespół Lokomotiw Sofia.

## 1. runda
- Botew Biala Slatina – ŻSK-Botew Plewen 2 – 3(po dogr.)
- Orlowec Gabrowo – Hadżi Slawczew Pawlikeni 1 – 0
- Borysław Borysowgrad – ŻSK Stara Zagora 3 – 3, 1 – 0
- Botew Michajłowgrad – Benkowski Widin 0 – 1
- Botew Gorna Dżumaja – Lokomotiw Pernik 3 – 1
- Lewski-Dorostol Silistra – Angel Kanczew-Lewski Ruse 0 – 2
- Nikolaj Laskow Jamboł – Slawia Burgas 2 – 1
- Lewski Sofia – ŻSK-Lewski Płowdiw 4 – 0

## 2. runda
- Benkowski Widin – Sportist Sofia 1 – 2
- Angel Kanczew-Lewski Ruse – Spartak Warna 1 – 2
- Stamo Kostow Popowo – TW 45 Warna 1 – 2
- ŻSK-Botew Plewen – Lokomotiw Sofia 1 – 4
- Orlowec Gabrowo – Wihar Dobricz 2 – 0
- Nikolaj Laskow Jamboł – Botew Płowdiw 0 – 3
- Borysław Borysowgrad – SP 45 Płowdiw 1 – 3
- Botew Gorna Dżumaja – Lewski Sofia 1 – 2

## Ćwierćfinały
- Botew Płowdiw – Lokomotiw Sofia 0 – 2
- Spartak Warna – Orlowec Gabrowo 3 – 0
- SP 45 Płowdiw – TW 45 Warna 2 – 2, 4 – 1
- Sportist Sofia – Lewski Sofia 2 – 1

## Półfinały
- Sportist Sofia – Spartak Warna 3 – 2
- SP 45 Płowdiw – Lokomotiw Sofia 0 – 0, 0 – 1(po dogr.)

## Finał
- Lokomotiw Sofia – Sportist Sofia 3 – 1, 1 – 1

Zespół Lokomotiw Sofia został mistrzem Bułgarii.